# جميل مردم بك
جميل مردم بك (1895-1960) هو زعيم وطني سوري من دمشق قاد نضال بلاده ضد الاستعمار وكان أحد مؤسسي كلّ من الجمعية العربية الفتاة المعارضة للحكم العثماني والكتلة الوطنية المناهضة للانتداب الفرنسي في سورية. شَكّل جميل مردم بك خمس حكومات في الثلاثينيات والأربعينيات من القرن العشرين قبل أن يعتزل العمل السياسي إبان هزيمة الجيش السوري في حرب فلسطين الأولى عام 1948. يعتبر من الآباء المؤسسين للجمهورية السورية وهو أحد مؤسسي جامعة الدول العربية في مصر.
في عام 2020، نشرت صحيفة «هآرتس» العبرية مقالاً مطولاً للباحث الإسرائيلي، مئير زمير، ادعى فيهِ أن رئيس الوزراء السوري الراحل في عهد الانتداب الفرنسي، جميل مردم بك، قد قدم معلومات «هامة وحاسمة»  نقلها إلى القيادي في الحركة الصهيونية آنذاك بن غوريون، وساعدت فيما بعد على قيام دولة إسرائيل في عام 1948، ورغم تاريخ مردم بك إلا أن الباحث الإسرائيلي أكد أن ذلك السياسي الدمشقي المخضرم كان «عميلا مزدوجا» تعاون مع الوكالة اليهودية أثناء عملهُ سفيراً لسوريا في القاهرة ومندوباً لها لدى جامعة الدول العربية عام 1945، وترجع هذه المعلومات ليوميات موريس موشيه فيشر الذي كان ضابط مخابرات في المقر العسكري للقوات الفرنسية في بيروت وعضو في الهاغاناه.

## البداية
ولِد جميل مردم بك بدمشق وهو سليل أُسرة سياسية عريقة من آل مردم بك، تعود أصولها إلى جدها الأكبر مصطفى لالا باشا فاتح قبرص في القرن السادس عشر. عَمل أفراد الأُسرة في التجارة والزراعة وظهر جده عثمان مردم بك كأحد أعيان المدينة في النصف الأخير من القرن التاسع عشر. كان عثمان مردم بك رجلاً مُقتدراً، يملك كامل قرية حوش المتبن في غوطة دمشق، وخان الزيت في سوق مدحت باشا، وحوش الحسينينة في وادي العجم، وكامل قرية خان الشيح، إضافة لأراضٍ واسعةٍ في حوش الصالحية التي أصبحت لاحقاً تعرف بمنطقة بستان الرئيس.

## الجمعية العربية الفتاة
دَرس جميل مردم بك في دمشق والتحق بمعهد العلوم السياسية في باريس، حيث عمل مع مجموعة من الطلاب العرب على تأسيس الجمعية العربية الفتاة الرامية إلى تحرير سورية من الحكم العثماني. شارك في تنظيم المؤتمر العربي الأول في فرنسا سنة 1913 وانتخب أميناً عاماً له، فحُكم عليه بالإعدام من قبل جمال باشا، حاكم سورية العسكري، وظلّ مقيماً في فرنسا حتى نهاية الحرب العالمية الأولى سنة 1918. سافر مردم بك إلى دول أميركا اللاتينية ممثلاً عن المؤتمر العربي لتقوية روابط الصداقة بين جمعية الفتاة والجالية العربية المقيمة هناك.

## في بلاط الملك فيصل الأول
عاد بعدها إلى دمشق وبايع الأمير فيصل بن الحسين حاكماً عربياً على سورية، ليصبح مُترجماً خاصاً له نظراً لطلاقته باللغة الفرنسية. وفي كانون الثاني 1919 سافر مردم بك إلى فرنسا مع الأمير فيصل لحضور مؤتمر السلم المُنعقد في باريس، حيث قام بأعمال الترجمة خلال اجتماعات الأمير مع رئيس وزراء فرنسا جورج كليمنصو. وعند تشكيل حكومة الفريق رضا باشا الركابي بعد تتويج فيصل ملكاً على سورية يوم 8 آذار 1920، عُيّن جميل مردم بك معاوناً لوزير الخارجية الدكتور عبد الرحمن الشهبندر. لم تكن علاقة الشهبندر ومردم بك وليدة اللحظة، بل كانت قديمة ومعقدة تعود إلى مراحل عملهما المشترك ضد العثمانيين، عندما كان الأول طبيباً خاصاً لجمال باشا وعميلاً سرياً للثورة العربية، وكان مردم بك مُقيماً في باريس يعمل لمصلحة الحركة الوطنية مع الطلاب العرب الموجودين في أوروبا.  

## مردم بك والثورة السورية الكبرى
بعد سقوط الحكم الملكي في سورية وفرض الانتداب الفرنسي سنة 1920 انضم جميل مردم بك إلى صفوف الحركة الوطنية بقيادة عبد الرحمن الشهبندر، وشارك بتأسيس حزب الشعب، الذي كان يهدف إلى تحرير البلاد من أي هيمنة أجنبية وتأسيس حكم ملكي في سورية يكون العرش فيه لأحد أبناء الشريف حسين بن علي، قائد الثورة العربية الكبرى. انطلقت أعمال الحزب في صيف عام 1925 وانضم عدد كبير من الوطنيين إلى صفوفه، مثل فوزي الغزي وفارس الخوري ولطفي الحفار. ولكن الحزب لم يستمر بالعمل إلا قليلاً فقد تم القضاء عليه يوم إعلان الثورة السورية الكبرى، بسبب موقف أعضائه المؤيد لزعيمها سلطان باشا الأطرش. عَمل جميل مردم بك مع الشهبندر وقادة حزب الشعب على نقل الثورة من جبل الدروز إلى دمشق، وقام بشراء السلاح وتهريبه إلى ثوار الغوطة عبر قريته في حوش المتبن. فأمرت فرنسا باعتقاله ونفيه إلى سجن قلعة أرواد ومن بعدها وضعته تحت الإقامة الجبرية في مدينة يافا الفلسطينية، حيث بقي حتى انحسار الثورة في منتصف عام 1927.

## الكتلة الوطنية
وبعد خروجه من المعتقل، انضم جميل مردم بك إلى تنظيم سياسي جديد حمل اسم الكتلة الوطنية، برئاسة هاشم الأتاسي، أحد زعماء الحركة الوطنية السورية. سعت الكتلة الوطنية إلى تحرير سورية من الحكم الفرنسي عبر النضال السّياسي وصناديق الاقتراع، رافعة شعار «التعاون المشرف» مع حكومة الاحتلال من أجل تحقيق الاستقلال التام وغير المشروط. جاءت مبادرة الكتلة بعد فشل الثورة السورية الكبرى في تحقيق أي من أهدافها المعلنة، وعلى الفور، أدت إلى حصول شرخ كبير في الحركة الوطنية، بين المنادين باستمرار النضال المسلح، الممثلين بعبد الرحمن الشهبندر، والمطالبين بإلقاء السلاح، الممثلين بجميل مردم بك.

## وزيراً في عهد الرئيس العابد
عُقد مؤتمر عام للكتلة الوطنية في مدينة حمص عام 1932 انتُخب فيه مجلس دائم بات فيه هاشم الأتاسي رئيساً مدى الحياة وفارس الخوري عميداً للكتلة وإبراهيم هنانو زعيماً لها، وتم انتخاب كلّ من جميل مردم بك وشكري القوتلي، وكلاهما من زعماء دمشق، ممثلين دائمين في مجلس الكتلة الدائم. وفي نفس السنة، انتُخب مردم بك نائباً عن دمشق في البرلمان السوري، ممثلاً عن الكتلة الوطنية. وعند انتخاب محمّد علي العابد رئيساً للجمهورية عَرض على جميل مردم بك تولي وزارة المالية في حكومة الرئيس حقي العظم، المحسوبة على الفرنسيين. كان هذا الطلب مستهجناً في صفوف الوطنيين، الذين رفضوا إعطاء أي شرعية لحقي العظم، ولكن مردم بك قبل التكليف ودخل الحكومة بالرغم من معارضة زعيم حلب إبراهيم هنانو. حاول مردم بك إقناعة بالقول إن وجود زعيم وطني واحد في هذه الحكومة أفضل من خلوها بالكامل من أي شخصية وطنية. جاء هنانو من حلب غاضباً إلى دمشق وذهب إلى دار شقيقة جميل مردم بك، وأمر بقدوم الأخير من وزارة المالية ليجد طاولة في وسط الغرفة عليها كتاب استقالته ومسدس، طالباً منه الاختيار بينهما. نظراً لكمية الضغوطات التي مورست عليه أُجبر مردم بك على الاستقالة في نيسان 1933. وفور مغادرته الحكم قام بجولة على البلاد العربية، شملت لقاءً مع الملك عبد العزيز آل سعود، مذكراً خصومه وأصدقاءه معاً أنه مازال الرقم الأصعب بين زعماء الكتلة.

## الإضراب الستيني
توفي الزعيم إبراهيم هنانو في تشرين الثاني 1935 وحصلت صدامات عنيفة خلال جنازته بين شباب الكتلة الوطنية ورجال الشرطة، أدت إلى اعتقال زعيم دمشق ونائبها فخري البارودي، المُتهم من قبل فرنسا بتحريض الشارع ضد حكومة الانتداب. نظمت الكتلة الوطنية إضراباً عاماً في المدن السورية كافة دام ستين يوماً، قاده جميل مردم بك، الذي خطب من على منبر الجامع الأموي بدمشق يوم 21 كانون الثاني 1936 مطالباً بطرد الفرنسيين من سورية. ردت فرنسا باعتقاله ونفيه إلى بلدة إعزاز على الحدود السورية التركية، ولكنها أطلقت سراحه بعد شهرين عندما قبلت حكومة باريس التفاوض مع زعماء الكتلة الوطنية بصفتهم ممثلين شرعيين عن الشعب السوري. شُكّل وفد رفيع للذهاب إلى باريس والتفاوض مع حكومة الرئيس إدوار دلادييه، ضمّ هاشم الأتاسي وجميل مردم بك وسعد الله الجابري، ممثلين عن الكتلة الوطنية وإدمون حمصي والأمير مصطفى الشهابي، ممثلين عن الرئيس محمد علي العابد، إضافة إلى ثلاثة مستشارين وهم نعيم أنطاكي وإدمون رباط ورياض الصلح.

## مفاوضات باريس عام 1936
أثبت مردم بك خلال مفاوضات باريس أنه كان الأمهر والأعلم بين رفاقه في التّاريخ الأوروبي والسياسة الفرنسية، وأنه رجل دولة بامتياز، حادّ الذكاء، مُغامر ومُقامر. سقطت حكومة دلادييه خلال تواجد وفد الكتلة الوطنية في باريس وخلفتها حكومة رئيس الوزراء الاشتراكي ليون بلوم. وفي أيلول 1936 وقّعت الكتلة الوطنية على اتفاق تاريخي مع الحكومة الفرنسية، أعطى السوريين حقَّ الاستقلال التدريجي على مدى خمسٍ وعشرين سنة، وسمح لسورية بأن يكون لها جيش وطني شرط أن تتكفّل فرنسا بتدريبه وتسليحه، وأُعطيت قاعدتان عسكريتان دائمتان في الساحل السوري للقوات الفرنسية، إضافةً إلى تسهيلات عبور للبضائع والصادرات الفرنسية. كما وافقت فرنسا على إعادة ضمّ الدولتين العلويّة والدرزيّة إلى أراضي الجمهورية السورية، ووافق الطرفان على اتفاقية دفاع مشترك، تُعطي الجيش الفرنسي حق الانتفاع من البر والجو والبحر في سورية في حال نشوب حرب عالمية جديدة في أوروبا.

## الحكومة المردمية الأولى
عند سماع الخبر، انفجرت دمشق فرحاً وظنّ الناس أن الاستقلال صار على الأبواب. زُينت الشُّرفات بالأعلام السورية والفرنسية ورُفعت الحبال وعليها الإنارة الملوّنة وعُلّق السجاد الفاخر عليها، احتفالاً بعودة وفد الكتلة من باريس عبر مدينة حلب، وشُيّدت أقواس النصر على مداخل محطة الحجاز ودار الحكومة في ساحة المرجة استمرت الاحتفالات أربعة أيام بلياليها، وتلاها استقالة الرئيس العابد من منصبه وإجراء انتخابات نيابية ورئاسية مبكرة، فاز فيها هاشم الأتاسي برئاسة للجمهورية بواحد وسبعين صوتاً من أصل أصوات المجلس النيابي الثلاثة والثمانين، وأصبح جميل مردم بك أول رئيس للوزراء في ما عُرف بالعهد الوطني الأول.
شكلت حكومة جميل مردم بك يوم 21 كانون الأول 1936 وتولى فيها رئيس الوزراء حقيبة الاقتصاد الوطني وعيّن زميله سعد الله الجابري وزيراً للخارجية وسلّم شكري القوتلي وزيرة المالية والدفاع. وأخيراً جاء بالدكتور عبد الرحمن الكيالي من حلب وزيراً للمعارف والعدل.  ولكنّ الفرحة الكبرى لم تتمّ بسبب رفض البرلمان الفرنسي لبنود الاتفاق وشنّ حملة صحفية ضده في كبرى الصحف الفرنسية، شاركت فيها نحو ستين مؤسسة فرنسية لها مصالح تجارية مع المشرق العربي، منها شركات الترامواي والكهرباء وسكك الحديد. قال البعض منهم إن فرنسا لا يجب أن تغيب عن مسرح الأحداث في الشرق الأوسط لكي لا تستولي بريطانيا على سورية ولبنان وحتى تحافظ الجمهورية الفرنسية على حقوق الأقليات على حوض المتوسط وتمنع انتشار الشعور القومي في مستعمراتها في شمال أفريقيا لضمان خطوط التجارة والاتصالات إلى شرق آسيا.
في حزيران 1937 غادر ليون بلوم منصبه وعاد إدوار دالادير إلى الحكم، رافعاً شعار «التمسك بالإمبراطورية الفرنسية»، فسافر الرئيس جميل مردم بك إلى باريس في تشرين الثاني 1937، ووقّع عدة ملاحق للمعاهدة السورية الفرنسية، فيها الكثير من التنازلات، منها ضمانات إضافية للأقليات والتأكيد على الاستعانة بخبراء فرنسيين دائمين في مؤسسات الحكم السورية. مع ذلك رُفضت المعاهدة مجدداً في البرلمان الفرنسي، فتوجه مردم بك إلى باريس في آب 1938 ومكث فيها ثلاثة أشهر متواصلة، وقّع خلالها على تنازلات إضافية وأعطى الفرنسيين حق التنقيب على النفط في المنطقة الشرقية، وضمن لهم مكانة اللغة الفرنسية في المناهج التربوية السورية وعدداً ثابتاً من المستشارين والخبراء في كافة مفاصل الدولة.

## معارضة الشهبندر
وبموجب العفو العام الذي صدر بعد توقيع المعاهدة، عاد عبد الرحمن الشهبندر إلى سورية يوم 14 أيار 1937 بعد غياب إجباري دام قرابة اثنتي عشرة سنة وفتح نيرانه على رئيس الحكومة جميل مردم بك، متهماً حليف الأمس بإعطاء فرنسا الكثير من التنازلات السياسية والاقتصادية. خرج طلاب المدارس وموظفو الحكومة وممثلون عن النقابات بالآلاف رافعين صور الشهبندر في كل شوارع وساحات دمشق، واصفيه بزغلول سورية نسبةً إلى الزعيم المصري الكبير سعد زغلول، رئيس حزب الوفد وقائد نضال بلاده ضد الحكم البريطاني. انزعج مردم بك كثيراً من هذه الحفاوة، وغاب هو وكل رجالات حكمه عن جميع المناسبات التي أٌقيمت للشهبندر. فلم يُخفِ أحد منهم تخوّفه من عودة الشهبندر إلى الحياة السياسية في سورية، وقلقهم الشديد من مشروعه الشخصي والوطني، ونقمته عليهم جميعاً لتجاهلهم إياه طوال فترة غيابه عن مسرح الأحداث في سورية، وعدم أخذ مشورته في معاهدة عام 1936.
سخِر الشهبندر من خصومه وعدَّ الاتفاقية الموقعة بين جميل مردم بك وحكومة ليون بلوم مليئة بهفوات سياسية وقانونية لا تُغتفر، وتنازلات مُذلّة وغير مُبررة، مضيفاً أنها شرَّعت الانتداب وأعطت الفرنسيين أكثر بكثير مما يستحقون لتقرير مستقبل سورية، من قواعد عسكرية ومدارس وحقوق تنقيب وغيرها. في أحاديثه الصحفية وخُطبه الجماهيرية وجّه الشهبندر اللوم الشديد إلى الحكومة المردمية، معتبراً أنها جاءت إلى الحكم على دماء شهداء الثورة السورية الكبري. في إحدى المناسبات فتح الشهبندر نيرانه على معاهدة باريس قائلاً: "إنّ هذه المعاهدة كلها سُموم ويحاول السيد جميل مردم بك تبليعها أبناء سورية وطليها بالعسل، ولكن أبناء البلاد سيطحنون جرعه المعسول بالعقل ليروا السموم المدسوسة فيه. تحول خلاف الشهبندر ومردم بك إلى مادة دسمة لثرثرة المقاهي، ما أضرَّ كثيراً برئيس الحكومة تحديداً بعد تضاعُف الانتقادات الموجهة إليه بسبب رفض البرلمان الفرنسي التصديق على المعاهدة. رداً على الشهبندر وحملته رَفض مردم بك إعطاءه ترخيصاً لممارسة العمل السياسي في دمشق، ثم أمر بوضعه تحت الإقامة الجبرية في داره وباعتقال عددٍ من مُناصريه بتهمة عقد اجتماعات سياسية غير مرخصة في حي الميدان جرى خلالها التحريض على سلامة الدولة ونظامها الجمهوري. شملت حملة الاعتقالات النائب الدكتور منير العجلاني ورئيس تحرير جريدة الأيام نصوح بابيل، التي كانت تُناصر التيار الشهبندري في كل مقالاتها الافتتاحية وتتطاول على رئيس الحكومة.  ازداد الخلاف الشديد لدى تعرُّض جميل مردم بك لمحاولة اغتيال عند مدخل السرايا في 16 حزيران 1938 حيث انفجرت قنبلة وضِعت في سيارته، فوُجِّهت أصابع الاتهام فوراً إلى الشهبندر ورفاقه.

## سلخ لواء إسكندرون
ومن أخطر التحديات التي واجهت الرئيس مردم بك كانت قضية لواء إسكندرون، الذي تم ضمّه على مراحل إلى تركيا خلال السنوات 1936-1939.  أعطت فرنسا اللواء إلى تركيا لضمان حيادها في الحرب العالمية المقبلة في أوروبا، وعجز جميل مردم بك عن حماية تلك المنطقة، مما أثار هجوماً عنيفاً ضده من قبل الشهبندر وغيره من السياسيين السوريين. زاد من نقمة خصومه عليه أنه توقف في أنقرة عند عودته من فرنسا، وقضى ليلة في ضيافة الرئيس كمال أتاتورك، مما أدى إلى ظهور إشاعة في الوسط الدمشقي بأن جميل مردم بك قد «باع اللواء» لتركيا. أدى سلخ اللواء إلى نزوح ما لا يقل عن خمسين ألف لاجئ إلى داخل سورية، مما أحرج حكومة الكتلة الوطنية كثيراً وأظهر كامل عجزها عن احتواء الأزمة.

## قانون الأحوال الشخصية
في نهاية عهد جميل مردم بك، ظهرت قضية مرسوم تنظيم الأحوال الشخصية في سورية، الذي صدر عن المندوب السامي هنري دي مارتيل. سُمح بموجب هذا القانون لأي مواطن سوري بلغ سن الرشد أن يختار دينه وأن يتنقل بحرية من طائفة إلى أخرى، أو من دين إلى دين، دون إعلام مجلس الملّة أو الكنيسة أو دار الإفتاء، كما سَمح القانون لأي أمراة مسلمة أن تتزوج من مسيحي. كان مردم بك، المعروف بتوجهاته العلمانية منذ العهد الفيصلي، ميّالاً إلى المصادقة على المرسوم الفرنسي وقد حصل على موافقة من زميله في الكتلة الوطنية، وزير العدل عبد الرحمن الكيالي، خريج الجامعة الأميركية في بيروت والمتأثر أيضاً بالفكر العلماني الغربي. ولكنه أدرك سريعاً استحالة هذا الأمر، تحت ضغط من الجمعيات الدينية والعُلماء، وعلى رأسهم الشيخ كامل القصاب، الذي هدد بعصيان مُسلح ضد الحكومة المردمية إذا أكمل جميل مردم بك مشروعه. فبعد إعطاء موافقته الأولية على القرار قام بالتنصل منه وأعطى أمراً معاكساً لكافة المحاكم السورية بعدم تطبيقه، بحجة أنه لم يحصل على موافقة مجلس النواب. وقدم بعدها استقالته من منصبه احتجاجاً عليه، يوم 23 شباط 1939، إرضاء للشارع السوري المحافظ. وقبل مغادرته مكتبه في السراي الكبير، شكّل لجنة لإعادة دراسة القانون، مؤلفة من الشيخ عبد المحسن الأسطواني والشيخ كامل القصاب ورئيس محكمة التمييز مصطفى برمدا والقاضي حنا مالك، وقرر هؤلاء مجتمعين طي القرار إلى أجل غير مُسمّى.

## اغتيال الشهبندر
وفي 6 حزيران 1940، اغتيل عبد الرحمن الشهبندر في عيادته الطبية بدمشق، ووجهت أصابع الإتهام إلى رئيس الورزاء الأسبق جميل مردم بك ورفاقه في الكتلة الوطنية، سعد الله الجابري ولطفي الحفار، وذلك بسبب الخصومة التاريخية بينهم وبين الشهبندر. هرب الثلاثة إلى العراق وحلّوا ضيوفاً على حكومة الرئيس نوري السعيد، وتمت محاكمتهم غيابياً في سورية بتهمة التحريض على القتل. أفاد أحد الجناة أن جميل مردم بك أرسل لهم المال والمسدسات عن طريق مدير مكتبه المحامي الشاب عاصم النائلي، الذي حرّضهم ضد الشهبندر قائلاً إنه علماني مُلحد وعميل للمخابرات البريطانية في سورية. ولكن جميل مردم بك عاد إلى دمشق مع رفاقه بعد تبرئتهم من كافة التهم الموجهة إليهم وإدانة المجرمين بمحاولة إلصاق الجريمة بقادة الكتلة الوطنية للتخلص منهم ومن الشهبندر معاً، بإيعاز من المخابرات الفرنسية.

## وزيراً للخارجية 1943-1945
وعند عودة الكتلة الوطنية إلى الحكم وانتخاب شكري القوتلي رئيساً للجمهورية في صيف عام 1943، عُين جميل مردم بك سفيراً في مصر ثم وزيراً للخارجية في حكومة الرئيس سعد الله الجابري، ومن هذا الموقع، شارك في تأسيس جامعة الدول العربية عام 1944. وفي 14 تشرين الأول 1944، تسلّم حقائب الاقتصاد والدفاع في حكومة الرئيس فارس الخوري، إضافة لحقيبة الخارجية. قاد جميل مردم بك المفوضات مع فرنسا لتسلّم جميع المصالح المشتركة من سلطة الانتداب، بما فيها المطارات المدنية والعسكرية ومصلحة التبغ وشركة الكهرباء، وكان في الصفوف الأمامية عند جلاء القوات الأجنبية عن سورية يوم 17 نيسان 1946. وقد حاولت فرنسا اعتقاله يوم عدوانها على مدينة دمشق في 29 أيار 1945، كما حاولت تصفية كلّ من الرئيس شكري القوتلي ورئيس البرلمان سعد الله الجابري، ولكن مردم بك هرب من دار الحكومة في ساحة المرجة وتوجه إلى منزل رئيس الوزراء الأسبق خالد العظم في سوق ساروجا، حيث مكث مع أعضاء حكومته حتى انتهاء العدوان بموجب تدخل بريطاني لدى الجنرال شارل ديغول يوم 1 حزيران 1945.

## رئيساً للوزراء خلال حرب فلسطين
وفي مطلع عهد الاستقلال، عاد جميل مردم بك إلى صدارة المشهد عند تكليفه بتشكيل الحكومة يوم 7 تشرين الأول 1947، في إثر مرض ووفاة الرئيس سعد الله الجابري. قام بتعيين رجل القانون سعيد الغزي وزيراً للعدل وجاء بالدكتور منير العجلاني وزيراً للمعارف وبالدكتور محسن البرازي وزيراً للداخلية، كما عهد إلى أحمد الشرباتي بحقيبة الدفاع. وفي عهده تم تعديل الدستور السوري للسماح للرئيس شكري القوتلي بولاية رئاسية جديدة، مما أثار حفيظة الطبقة السياسية في حلب وساهم في ولادة حزب الشعب في شمال البلاد، المناهض لحكم الكتلة الوطنية بدمشق. 
وقد شهد عهد جميل مردم بك الخامس والأخير صدور قرار تقسيم فلسطين وإنشاء جيش الإنقاذ بقيادة فوزي القاوقجي، ثمّ الإعلان عن ولادة دولة إسرائيل ودخول الجيش السوري إلى ميدان القتال، بعد تسمية مردم بك حاكماً عرفياً على سورية. قام مردم بك بتعديل حكومته يوم 22 آب 1948، مستحدثاً منصب نائب رئيس الوزراء، الذي ذهب إلى صديقه القديم لطفي الحفار، وعيّن المحامي صبري العسلي، أحد أقرب المقربين من رئيس الجمهورية، في حقيبة الداخلية، مُكلّفاً إياه بضبط الشارع السوري الثائر على حكومته بسبب تقدم العصابات الصهيونية في فلسطين. وفي عهده تم اعتقال عدد من المعارضين، وكان على رأسهم ميشيل عفلق، مؤسس حزب البعث، وتعطيل الكثير من الصحف اليومية. وقد تولى جميل مردم بك وزارة الدفاع بنفسه بعد استقالة الوزير أحمد الشرباتي، مما وضعه في مواجهة مع قائد الجيش، الزعيم حسني الزعيم. وقبل انتهاء الحرب، قدم جميل مردم بك استقالة حكومته في كانون الأول 1948، معلناً انسحابه التام من العمل السياسي، نظراً لهزيمة الجيوش العربية في فلسطين.

## السنوات الأخيرة والوفاة
عاش جميل مردم بك سنواته الأخيرة في القاهرة حيث تعرف على الرئيس جمال عبد الناصر، الذي كان يحترمه ويحاول إقناعة بالعودة إلى سورية للترشح لرئاسة الجمهورية في شباط 1954، بعد زوال حكم الرئيس أديب الشيشكلي، ولكن مردم بك رفض وقام بنشر تصريح في الصحف السورية والمصرية معلناً اعتزاله العمل السياسي بشكل رسمي. وكان آخر ظهور له في شباط 1958، عندما دُعي لحضور مراسيم ولادة الجمهورية العربية المتحدة في القاهرة، حيث وقف خلف الرئيس عبد الناصر وصديقه القديم، الرئيس شكري القوتلي. توفي جميل مردم بك في مصر عن عمر ناهز 65 عاماً يوم 28 آذار 1960، وأعيد جثمانه إلى دمشق حيث ووري الثرى في مدافن الأُسرة المردمية.

## أوراق جميل مردم بك
ترك جميل مردم بك مجموعة من الأوراق والمذكرات، قامت ابنته الوحيدة سلمى مردم بك بنشر القليل منها في كتاب حَمل عنوان «أوراق جميل مردم بك،» صدر في بيروت عام 1994 وترجم لاحقاً إلى اللغة الإنكليزية.